# Étoile Filante Bastiaise
O Étoile Filante Bastiaise (conhecido apenas como ÉF Bastia - é um clube de futebol francês, sediado na cidade de Bastia, na Córsega. Atualmente disputa a Liga Regional 1, correspondente à sexta divisão nacional.
Fundado em 1920, chegou a se fundir com o SC Bastia entre 1961 e 1971, formando o Sporting Étoile Club Bastia. Manda seus jogos no Stade François Monti, com capacidade para receber 1.000 torcedores. As cores do clube são azul e branco.

## Títulos
- Divisão de Honra da Córsega: 5 (1974, 1980, 1982, 2000 e 2017)
- Copá da Córsega: 9 (1956, 1977, 1979, 1978, 1979, 1982, 2001, 2002 e 2018)